# Mubadala Abu Dhabi Open 2025 - Doppio
Il doppio femminile del torneo di tennis professionistico Mubadala Abu Dhabi Open 2025, facente parte della categoria WTA 500 nell'ambito del WTA Tour 2025, si è giocato dal 3 all'8 febbraio 2025 a Abu Dhabi, negli Emirati Arabi Uniti.
In finale Jeļena Ostapenko e Ellen Perez hanno sconfitto Kristina Mladenovic e Zhang Shuai con il punteggio di 6-2, 6-1. É il decimo titolo in carriera per Ostapenko e l'ottavo titolo in carriera per Perez, e inoltre è il primo titolo per la coppia.
Sofia Kenin e Bethanie Mattek-Sands erano le detentrici del titolo, ma hanno scelto di partecipare con compagne diverse. Kenin ha fatto coppia con Magda Linette, ma sono state sconfitte da Laura Samson e Markéta Vondroušová nel primo turno. Mattek-Sands ha fatto coppia con Lucie Šafářová, ma sono state sconfitte da Luisa Stefani e Heather Watson nel primo turno.

## Teste di serie
1. Jeļena Ostapenko /  Ellen Perez (Campionesse)
2. Asia Muhammad /  Demi Schuurs (primo turno)

1. Desirae Krawczyk /  Giuliana Olmos (primo turno)
2. Kristina Mladenovic /  Zhang Shuai (finale)

## Wildcard
1. Bethanie Mattek-Sands /  Lucie Šafářová (primo turno)

1. Laura Samson /  Markéta Vondroušová (semifinale)

## Tabellone

### Legenda
| - Q = Qualificato - WC = Wild card - LL = Lucky loser | - ALT = Alternate - SE = Special Exempt - PR = Protected Ranking | - w/o = Walkover - r = Ritirato - d = Squalificato |

|  | Primo turno | Primo turno                 | Primo turno               | Primo turno | Primo turno |  |  | Quarti di finale | Quarti di finale            | Quarti di finale            | Quarti di finale       | Quarti di finale       |   |   | Semifinali | Semifinali                   | Semifinali                   | Semifinali                      | Semifinali                      |   |   | Finale | Finale | Finale | Finale | Finale |  |
|  |             |                             |                           |             |             |  |  |                  |                             |                             |                        |                        |   |   |            |                              |                              |                                 |                                 |   |   |        |        |        |        |        |  |
|  | 1           | J Ostapenko E Perez         | J Ostapenko E Perez       | 6           | 6           |  |  |                  |                             |                             |                        |                        |   |   |            |                              |                              |                                 |                                 |   |   |        |        |        |        |        |  |
|  |             | L Nosková J Putinceva       | L Nosková J Putinceva     | 2           | 4           |  |  | 1                | J Ostapenko E Perez         | J Ostapenko E Perez         | 6                      | 6                      |   |   |            |                              |                              |                                 |                                 |   |   |        |        |        |        |        |  |
|  |             | T Babos N Melichar-Martinez | 6                         | 4           | [10]        |  |  |                  | T Babos N Melichar-Martinez | T Babos N Melichar-Martinez | 4                      | 4                      |   |   |            |                              |                              |                                 |                                 |   |   |        |        |        |        |        |  |
|  |             | H-c Chan L Samsonova        | 3                         | 6           | [1]         |  |  |                  |                             |                             |                        |                        |   |   | 1          | J Ostapenko E Perez          | J Ostapenko E Perez          | 6                               | 6                               |   |   |        |        |        |        |        |  |
|  | 3           | D Krawczyk G Olmos          | D Krawczyk G Olmos        | 4           | 0           |  |  |                  |                             | WC                          | L Samson M Vondroušová | L Samson M Vondroušová | 3 | 2 |            |                              |                              |                                 |                                 |   |   |        |        |        |        |        |  |
|  |             | U Eikeri M Ninomiya         | U Eikeri M Ninomiya       | 6           | 6           |  |  |                  | U Eikeri M Ninomiya         | U Eikeri M Ninomiya         | 4                      | 1                      |   |   |            |                              |                              |                                 |                                 |   |   |        |        |        |        |        |  |
|  |             | S Kenin M Linette           | S Kenin M Linette         | 4           | 1           |  |  | WC               | L Samson M Vondroušová      | L Samson M Vondroušová      | 6                      | 6                      |   |   |            |                              |                              |                                 |                                 |   |   |        |        |        |        |        |  |
|  | WC          | L Samson M Vondroušová      | L Samson M Vondroušová    | 6           | 6           |  |  |                  |                             |                             |                        |                        |   |   | 1          | Jeļena Ostapenko Ellen Perez | Jeļena Ostapenko Ellen Perez | 6                               | 6                               |   |   |        |        |        |        |        |  |
|  | WC          | B Mattek-Sands L Šafářová   | B Mattek-Sands L Šafářová | 4           | 4           |  |  |                  |                             |                             |                        |                        |   |   |            |                              | 4                            | Kristina Mladenovic Zhang Shuai | Kristina Mladenovic Zhang Shuai | 2 | 1 |        |        |        |        |        |  |
|  |             | L Stefani H Watson          | L Stefani H Watson        | 6           | 6           |  |  |                  | L Stefani H Watson          | 7                           | 2                      | [3]                    |   |   |            |                              |                              |                                 |                                 |   |   |        |        |        |        |        |  |
|  |             | C Bucșa M Katō              | 7                         | 4           | [8]         |  |  | 4                | K Mladenovic S Zhang        | 5                           | 6                      | [10]                   |   |   |            |                              |                              |                                 |                                 |   |   |        |        |        |        |        |  |
|  | 4           | K Mladenovic S Zhang        | 5                         | 6           | [10]        |  |  |                  |                             |                             |                        |                        |   |   | 4          | K Mladenovic S Zhang         | K Mladenovic S Zhang         | 6                               | 6                               |   |   |        |        |        |        |        |  |
|  |             | X Jiang F-h Wu              | 6                         | 3           | [5]         |  |  |                  |                             |                             | O Gadecki O Nicholls   | O Gadecki O Nicholls   | 1 | 4 |            |                              |                              |                                 |                                 |   |   |        |        |        |        |        |  |
|  |             | O Gadecki O Nicholls        | 4                         | 6           | [10]        |  |  |                  | O Gadecki O Nicholls        | 7                           | 4                      | [10]                   |   |   |            |                              |                              |                                 |                                 |   |   |        |        |        |        |        |  |
|  |             | S Aoyama E Hozumi           | 2                         | 6           | [10]        |  |  |                  | S Aoyama E Hozumi           | 5                           | 6                      | [8]                    |   |   |            |                              |                              |                                 |                                 |   |   |        |        |        |        |        |  |
|  | 2           | A Muhammad D Schuurs        | 6                         | 1           | [8]         |  |  |                  |                             |                             |                        |                        |   |   |            |                              |                              |                                 |                                 |   |   |        |        |        |        |        |  |